# Megaselia cirriventris
Megaselia cirriventris är en tvåvingeart som beskrevs av Schmitz 1929. Megaselia cirriventris ingår i släktet Megaselia och familjen puckelflugor.
Artens utbredningsområde är Grönland. Arten är reproducerande i Sverige. Inga underarter finns listade i Catalogue of Life.